# Eva Wittbom
Eva Elisabeth Wittbom, född 24 februari 1956, är en svensk forskare, universitetslektor och före detta politiker. Hon är docent i företagsekonomi och föreståndare för Akademin för ekonomistyrning i staten (AES) vid Företagsekonomiska institutionen, Stockholms universitet. 2009 publicerades doktorsavhandlingen Att spränga normer – om målstyrningsprocesser för jämställdhetsintegrering.